# لوریناس کولیکاس
لوریناس کولیکاس (انگلیسی: Laurynas Kulikas؛ زادهٔ ۱۳ آوریل ۱۹۹۴) بازیکن فوتبال اهل آلمان است.
از باشگاه‌هایی که در آن بازی کرده‌است می‌توان به باشگاه فوتبال سن پائولی و باشگاه فوتبال بوخوم اشاره کرد.